# エリダヌス座
エリダヌス座（エリダヌスざ、ラテン語: Eridanus）は、現代の88星座の1つで、プトレマイオスの48星座の1つ。全天に88個ある星座の中で6番目に大きな星座である。現代の88星座の中で唯一川をモチーフとした星座であり、ナイル川やイタリア半島を流れるポー川などがそのモデルとされてきた。南端にある α星は、全天21個ある1等星の1つで、アケルナルと呼ばれる。アケルナルを含む星座の南端近くの領域は、大隅諸島や沖縄などを除いて日本の多くの地点で見ることができない。

## 特徴

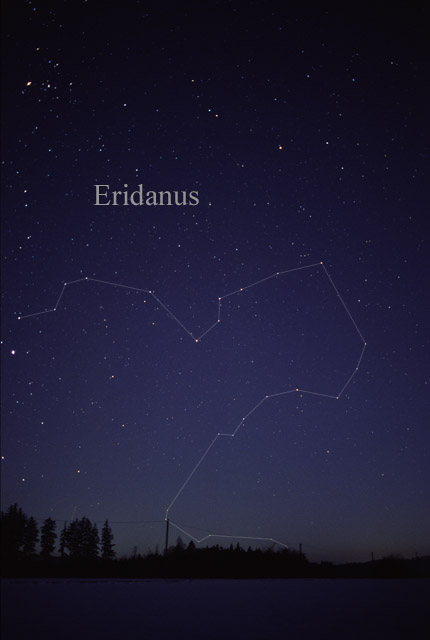
2004年1月23日に撮影されたエリダヌス座の星景写真。

東をうさぎ座、北東をオリオン座、北をおうし座、北西をくじら座、西をろ座、南西をほうおう座とみずへび座、南をとけい座、南東をちょうこくぐ座に囲まれている。また、南西の角ではみずへび座とも接している。20時正中は1月中旬頃、北半球では冬の星座とされ、晩夏から早春にかけて観ることができる。その領域は、天の赤道が通る北端付近から、赤緯−58°近くの南端まで南北に大きく広がっている。そのため、人類が居住しているほぼ全ての地域から星座の一部を見ることができる一方で、北緯32°より北の地域ではその全容を見ることはできない。

## 由来と歴史
エリダヌス座について明確に記述された現存する最も古い古代ギリシアの文献は、紀元前3世紀前半のマケドニアの詩人アラートスの詩篇『パイノメナ (古希: Φαινόμενα)』である。アラートスの『パイノメナ』は、紀元前4世紀の古代ギリシアの天文学者クニドスのエウドクソスによる同名の著書『パイノメナ (古希: Φαινόμενα)』の星座リストを元に詩作したものである。エウドクソスの『パイノメナ』は現存していないが、アラートスの『パイノメナ』によって少なくとも紀元前4世紀前半にはエリダヌス座が認知されていたことがわかる。
アラートスは、この川の星座を伝承上の川であるエーリダノス川になぞらえて Ἠριδανός (Eridanos) と呼んだが、古代ギリシア・ローマ期の他の著述家はその見解に否定的で、この星座を単に「河」を意味する Ποταμός (Potamos) と呼んでいた。紀元前3世紀後半の天文学者エラトステネースは、天文書『カタステリスモイ (古希: Καταστερισμοί)』の中で「アラートスによればエーリダノスと呼ばれるとされるが、その見解を支持する証拠はない」と否定的な見解を示し、「南から北へ流れる唯一の川」であるナイル川を表したものであるとする説を紹介していた。1世紀初頭の古代ローマの著作家ヒュギーヌスの天文書『天文学について (羅: De Astronomica)』では、エーリダノス川についての言及はなく、この川はナイル川もしくはオーケアノスであるとした。エラトステネースとヒュギーヌスはともにこの川の星座の項でカノープスについて触れている。エラトステネースは、「この川の星座の下（南）にカノープスとして知られる星があり、アルゴー船のステアリング・オールの近くにある」と説明している。さらにヒュギーヌスは、「川の星座の中にカノープスと呼ばれる明るい星があるのと同じように、ナイル川の河口にはカノープス島があることは、この川の星座がナイル川を表している証拠だ」とも述べている。なお、実際にはカノープスはエリダヌス座から見て東側に位置しており、エラトステネースとヒュギーヌスが想定していた位置にはない。
帝政ローマ期の2世紀頃のクラウディオス・プトレマイオスが著した天文書『マテーマティケー・シュンタクシス (古希: Μαθηματικὴ σύνταξις)』、いわゆる『アルマゲスト』でも、この星座には単に「河」を意味する Ποταμός という星座名が使われた。この星座の星の数について、エラトステネースとヒュギーヌスは13個、プトレマイオスは34個とした。

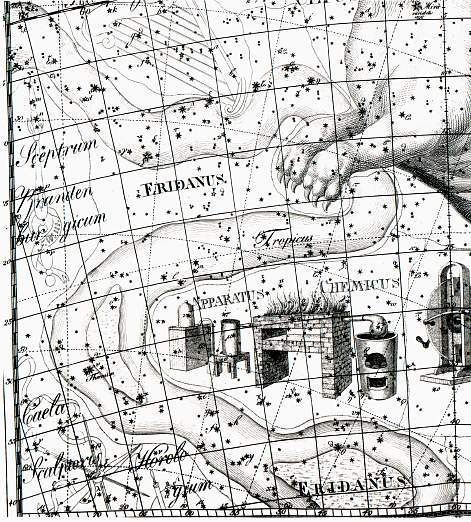
ヨハン・ボーデが1801年に出版した『ウラノグラフィア』に描かれたエリダヌス座

現代のエリダヌス座は、北はオリオン座の西の天の赤道付近から南は1等星アケルナルがある赤緯−60°付近まで南北に長い領域を持っているが、このような姿となったのは16世紀末のことであり、それまでのエリダヌス座の南端は赤緯−40°付近にある現在の θ星 であった。そのため θ星にはアラビア語で「川の果て」を意味する ākhir al-nahr に由来する「アカマル (Acamar)」という固有名が残されている。エリダヌス座の領域を拡大したのはオランダのペトルス・プランシウスであった。プランシウスは、ペーテル・ケイセルとフレデリック・デ・ハウトマンの観測記録を元に1598年に製作した天球儀の上にα星まで拡大したエリダヌス座を描いた。ヨハン・バイエルもプランシウスに倣って、1603年に刊行した『ウラノメトリア』の中で、旧来のエリダヌス座に現在のι・κ・φ・χ・αの5つの星を加えたエリダヌス座を描き、最も明るいアケルナルをα星とするバイエル符号を付している。
1922年5月にローマで開催された国際天文学連合 (IAU) の設立総会で現行の88星座が定められた際にそのうちの1つとして選定され、星座名は Eridanus、略称は Eri と正式に定められた。

### 中東
イギリスの研究者ギャヴィン・ホワイト (Gavin White) は、「推測の域を出ない」としながらも「エリドゥの星 (Star of Eridu, Mul Nun-ki)」と呼ばれるバビロニアの星座がエリダヌス座の名前の由来となった可能性を指摘している。エリドゥの星は、紀元前1000年頃に編纂されたと見られる星表が記された古代メソポタミアの粘土板資料『ムル・アピン』では現在のとも座の付近の星々を指すとされている。プトレマイオス朝期に制作されたデンデラ神殿の天体図では水が流れる2つの壺を持つ人物の姿で描かれていた。

### 中国

昴宿図（古今図書集成）。下部で弧を描く星官が「天苑」。

ドイツ人宣教師イグナーツ・ケーグラー（戴進賢）らが編纂し、清朝乾隆帝治世の1752年に完成・奏進された星表『欽定儀象考成』では、エリダヌス座の星々は二十八宿の西方白虎七宿の第四宿「昴宿」・第五宿「畢宿」・第七宿「参宿」に配されていたとされる。最も南方にあるアケルナルは二十八宿には含まれておらず、明朝末期の17世紀にイエズス会士アダム・シャールや徐光啓らが編纂した天文書『崇禎暦書』で、新たに追加された「水委」という星官に充てられた。
| 垣または宿 | 星官     | 意味                 | 西洋星名との比定と中国星名                           |
| ---------- | -------- | -------------------- | ---------------------------------------------------- |
| 昴宿       | 天苑     | 天の牧場             | γ・π・δ・ε・ζ・η・τ1・τ2・τ3・τ4・τ5・τ6・τ7・τ8・τ9 |
| 畢宿       | 九州殊口 | 中国全域の方言の通訳 | 39・ο1・ξ・ν・56・55                                 |
| 畢宿       | 九斿     | 皇帝の軍旗           | μ・ω・63・64・60・58・54                             |
| 畢宿       | 天園     | 天の果樹園           | υ1・υ2・υ3・υ4・g・f・h・θ・s・κ・χ                  |
| 参宿       | 玉井     | 玉で作った井戸       | λ・ψ・β                                              |
| 近南極星区 | 水委     | 不明                 | α                                                    |

## 神話

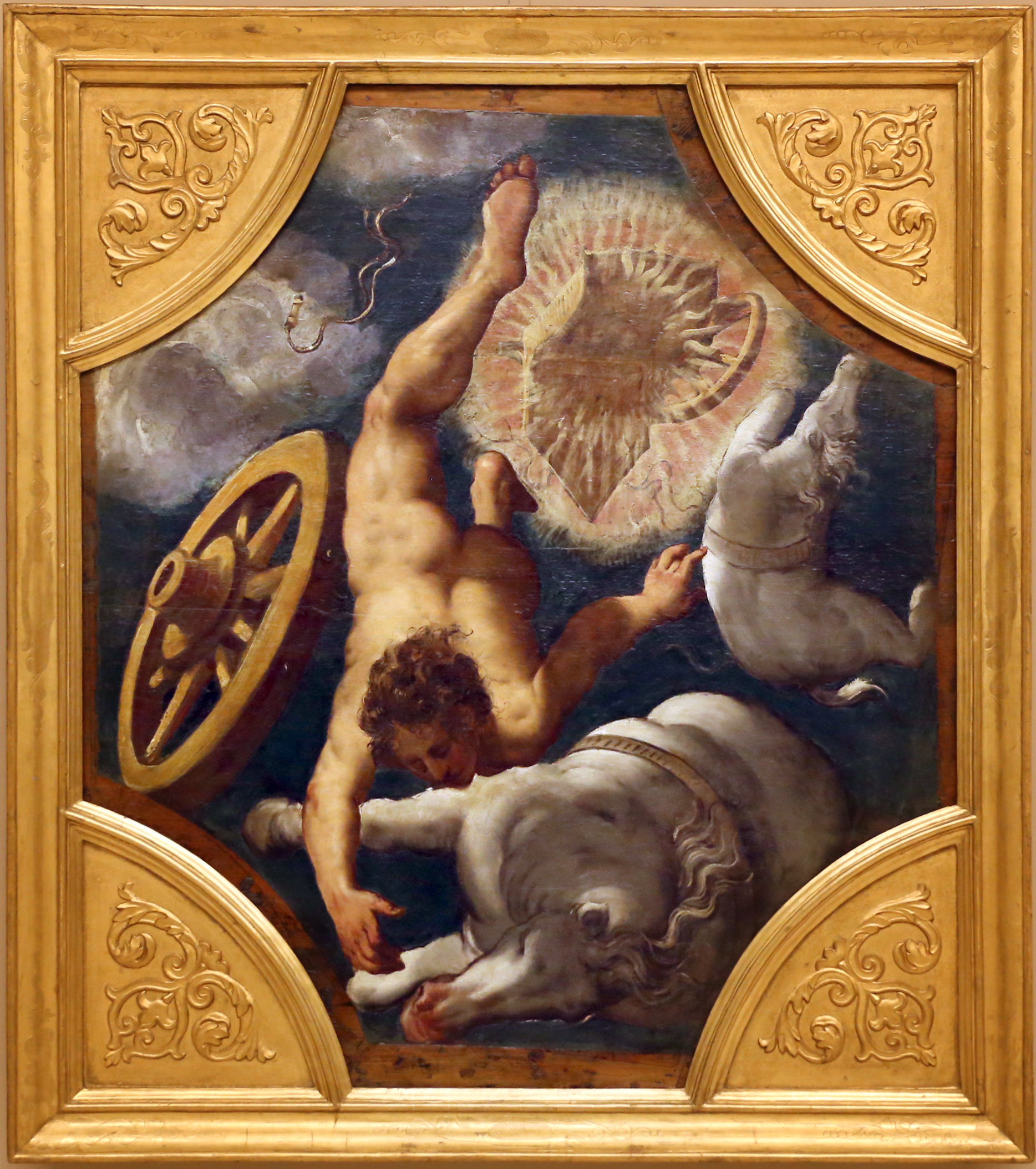
ティントレット『ファエトンの墜落』1541-42年

アラートスの『パイノメナ』やエラトステネースの『カタステリスモイ』、ヒュギーヌスの『天文学について』など、星座とそれに関わる伝承が記された古代ギリシア・ローマ期の文献には、エリダヌス座に直接関係する物語は全く語られていない。
神話上のエーリダノス川は、紀元前700年頃のヘーシオドスの時代からギリシア文学で語られてきた。しかし、それがどこの川を指すのかについては、北ヨーロッパにあるとする説、西ヨーロッパにあるとする説、さらに実在を疑う説など諸説入り乱れ、意見の一致が見られなかった。紀元前5世紀頃のレロスのペレキュデースの頃にはイタリア北部のロンバルディア平原を流れるポー川と同一視されていたが、フランスを流れるローヌ川と同一視するものも居た。一方、ラテン文学においては常にポー川と同一視されていた。また、エーリダノス川は琥珀と結び付けて考えられていたが、これは琥珀がバルト海周辺の産出地域から河川を通じて地中海へと輸送されたいわゆる「琥珀の道」とも関連していたと考えられている。
帝政ローマ期最初期の詩人オウィディウスの『変身物語（Metamorphoses、メタモルポーセース）』では、太陽神ヘーリオスの息子パエトーンが墜落した川としてエーリダノス川が登場する。パエトーンは父を尊敬し、息子であることを自慢していたが、友人達は全く信じず、相手にしなかった。そこでパエトーンは自分がへーリオスの息子である証拠を得るため父に会いにいった。へーリオスに何か一つ願いを叶えると言われたパエトーンは、父の操る太陽の車・日車を御することを乞い、許しを得た。しかし、彼には日車を御する技量がなく、馬車は暴走してしまった。暴走を食い止めるために最高神ゼウスは雷を落とした。パエトーンはエーリダノス川に落ち、死んでしまった。彼の姉妹ヘーリアデスたちは、エーリダノス川のほとりでパエトーンの死を嘆き悲しみ続け、やがて木に姿が変わってしまった。木から流れ出る雫は日光を受けて琥珀に変わり、川の流れに運ばれてローマに届けられることとなった。

## 呼称と方言
ラテン語の学名 Eridanus に対応する日本語の学術用語としての星座名は「エリダヌス」と定められている。現代の中国では浪江座と呼ばれている。
明治初期の1874年（明治7年）に文部省より出版された関藤成緒の天文書『星学捷径』では、「ヱリダニュス」という読みと「ポー河 河名」という説明で紹介された。また、1879年（明治12年）にノーマン・ロッキャーの著書『Elements of Astronomy』を訳して刊行された『洛氏天文学』では、上巻で「エリドアニュス」というラテン語の発音と「リヴァルイリダニュス」という英語の発音が、下巻で「依利達宿（エリダノス）」という星座名が紹介されていた。これらから30年ほど時代を下った明治後期には、「エリダヌス」という呼称が使われていたことが日本天文学会の会報『天文月報』の第1巻1号掲載の「四月の天」と題した記事中の星図で確認できる。この呼称は、東京天文台の編集により1925年（大正14年）に初版が刊行された『理科年表』にも「エリダヌス」として引き継がれた。以降、1944年（昭和19年）に学術研究会議が定めた『天文術語集』や1952年（昭和27年）に日本天文学会が定めた『天文述語集』の中でいくつかの星座名が改訂されたが、「エリダヌス」という星座名は継続して使用されている。

これに対して、天文同好会の山本一清らは異なる読みを充てていた。天文同好会の編集により1928年（昭和3年）4月に刊行された『天文年鑑』第1号では、星座名 Eridanus に対して「エリダン河」という呼称を使用し、以降の号でもこの表記を継続して用いた。これについて山本は東亜天文学会の会誌『天界』1934年4月号の「天文用語に關する私見と主張 (2)」という記事の中で以下のような見解を開陳していた。

## 主な天体

### 恒星
2025年7月末現在、国際天文学連合 (IAU) によって20個の恒星に固有名が認証されている。
α星
エリダヌス座で最も明るい恒星で、全天21の1等星の1つ。主星のアケルナル(Achernar) は見かけの明るさ0.46等のB型主系列星で、分光スペクトル中に顕著な水素の輝線が見られる「Be星」に分類される。非常に高速で自転しているため、赤道半径が極半径より約50％も大きい。
β星
オリオン座との境界近くに位置する3等星。固有名の「クルサ(Cursa)」は、アラビア語の kursiy al-Jauzāʾ al-muqaddam（ジャウザーの前側の足台）を語源としている。
γ星
長周期変光星と目される3等星。「ザウラク(Zaurak)」という固有名を持つ。
δ星
4等星。「ラナ(Rana)」という固有名を持つ。
ε星
4等星。2015年に開催されたIAUの太陽系外惑星命名キャンペーン「NameExoWorlds」で北欧神話にちなんだ案が採用され、ε星に「ラーン(Ran)」、系外惑星に「AEgir」という固有名が付けられた。比較的太陽から近く、また恒星として太陽に近い性質を持つことから、1960年の「オズマ計画」で電波観測の対象とされたが、文明の痕跡とみなされる信号は得られなかった。
ζ星
分光連星の5等星。Aa星には「ジバール(Zibal)」という固有名が付けられている。
η星
4等星。「アザ(Azha)」という固有名を持つ。
θ星
見かけの明るさ3.18等のA星と4.11等のB星からなる連星系。A星の固有名「アカマル(Acamar)」は、α星Aのアケルナルと同じく「川の果て」という意味のアラビア語に由来する。これは、元々エリダヌス座がこの星を南端としていたことによる。
ο1星
たて座δ型変光星で4等星。「バイド(Beid)」という固有名を持つ。
ο2星
閃光星の主星A、伴星Cと白色矮星の伴星Bからなる三重連星系。A星には「カイド(Keid)」という固有名が付けられている。伴星Bは史上初めて発見された白色矮星として知られる。
τ2星
5等星。「アンゲテナル(Angetenar)」という固有名を持つ。
υ2星
4等星。「テーミン(Theemin)」という固有名を持つ。
υ3星
4等星。「ベーミン(Beemim)」という固有名を持つ。
エリダヌス座53番星
4等星。ドイツの天文学者ゴットフリート・キルヒが作った星座の1つ「ブランデンブルクの王笏座 (Sceptrum Brandenburgicum)」で最も明るい星であったことから、A星に「スケープトゥルム(Sceptrum)」という固有名が付けられている。
HD 18742
国際天文学連合の100周年記念行事「IAU100 NameExoworlds」でミャンマーに命名権が与えられ、主星は Ayeyarwady、太陽系外惑星はBaganと命名された。
HD 30856
国際天文学連合の100周年記念行事「IAU100 NameExoworlds」でブルキナファソに命名権が与えられ、主星は Mouhoun、太陽系外惑星はNakanbéと命名された。
HIP 12961
国際天文学連合の100周年記念行事「IAU100 NameExoworlds」でプエルトリコに命名権が与えられ、主星は Koeia、太陽系外惑星はAumatexと命名された。
WASP-22
国際天文学連合の100周年記念行事「IAU100 NameExoworlds」でグアテマラに命名権が与えられ、主星は Tojil、太陽系外惑星はKoyopa'と命名された。
WASP-50
国際天文学連合の100周年記念行事「IAU100 NameExoworlds」でタイ王国に命名権が与えられ、主星は Chaophraya、太陽系外惑星はMaepingと命名された。
WASP-79
国際天文学連合の100周年記念行事「IAU100 NameExoworlds」でパナマに命名権が与えられ、主星は Montuno、太陽系外惑星はPolleraと命名された。
このほか、以下の恒星が知られている。
- HD 30562：太陽系外惑星が発見されている。

### 星団・星雲・銀河
面積の大きな星座だが、18世紀フランスの天文学者シャルル・メシエが編纂した『メシエカタログ』に挙げられた天体は1つもない。また、パトリック・ムーアがアマチュア天文家の観測対象に相応しい星団・星雲・銀河を選んだ「コールドウェルカタログ」に選ばれている天体もない。
NGC 1535
惑星状星雲。γ星の東4°に位置する。「クレオパトラの瞳(Cleopatra's Eye)」の別名で知られる。
NGC 1232
渦巻銀河。τ4星の北西3°に位置する。
NGC 1300
棒渦巻銀河。τ4星の北2.5°に位置する。
IC 2118
反射星雲。その外見から「魔女の横顔星雲 (the Witch Head Nebula)」の別名で知られる。
Sh2-245
HII領域。「エリダヌス・ループ」や「エリダヌス・スーパーバブル」とも呼ばれる。
- 別名「クレオパトラの瞳」と呼ばれる惑星状星雲NGC 1535
- 「魔女の横顔星雲」の別名で知られる反射星雲IC 2118

## 流星群
いて座の名前を冠した流星群で、IAUの流星データセンター (IAU Meteor Data Center) で確定された流星群 (Established meteor showers) とされているものは、エリダヌス座η流星群 (eta-Eridanids, ERI)・エリダヌス座ν流星群 (nu-Eridanids, NUE)・エリダヌス座ο流星群	(omicron-Eridanids, OER) の3つ。エリダヌス座ν流星群とエリダヌス座ο流星群は2012年8月に確定流星群に追加された。